# Volvo V70
La Volvo V70 est un break du constructeur automobile suédois Volvo. Il a pris la succession du break 850 en 1996. Au printemps 2000 est apparue la seconde génération. Depuis l'été 2007 la troisième génération est disponible. Une déclinaison SUV XC70 est disponible depuis 1997 (d'abord sous le nom V70 XC).
Son nom signifie V pour "polyvalence" en anglais et 70 pour la série dans laquelle il s'inscrit dans la gamme du constructeur suédois. Ce modèle est une alternative aux grands breaks Mercedes-Benz Classe E Break, BMW Série 5 Touring et Audi A6 Avant.
Ce break original offre le confort, la qualité, la sécurité et l'espace de ses concurrents tout en respectant l'environnement et en restant sobre.

## Première génération (1996–2000)
La Volvo 850 a été un gros succès commercial pour le constructeur suédois. Il s'est d'ailleurs posé la question de ne pas changer le nom de la 850 Break en V70 lors de son restylage, de peur d'un souci de compréhension dans l'esprit du client.
C'est en novembre 1996 qu'est dévoilé la V70, version redessinée de la 850 Break. Extérieurement, une nouvelle face avant avec nouveaux pare-chocs, phares et calandre. À l'arrière, les pare-chocs deviennent de couleur carrosserie et les parties orangées des feux deviennent blanches. À l'intérieur, la planche de bord est repensée et devient plus arrondie. L'équipement s'améliore avec l'arrivée de série des sièges chauffants à réglages électriques, la télécommande de verrouillage centralisé et les quatre coussins gonflables de sécurité (« airbags »). Selon Volvo, plus de 1800 modifications ont été effectuées pour ce restylage.
Sous le capot, on retrouve les 5 cylindres essence 2,0 litres 10 soupapes 126 ch, le 2,5 litres en version 10 soupapes 144 ch, 20 soupapes 170 ch et turbo 193 ch ainsi qu'un 2,3 litres T5 de 240 ch. En diesel, on retrouve le 5 cylindres 2,5 litres TDI d'origine Audi développant 140 ch. Les finitions sont base, Pack Luxe et Summum. Une transmission intégrale est proposée en option sur le 2,5 Turbo.
En 1997, la gamme se complète avec l'arrivée d'un 2,4 litres Turbo disponible uniquement en 4 roues motrices AWD de 193 ch : c'est la Volvo V70 XC. Cette déclinaison baroudeuse dans l'esprit des Subaru Outback se distingue de la V70 avec ses protections de carrosseries et son allure rehaussée. Pour la V70, c'est l'arrivée d'une déclinaison GPL sur le 2,5 litres 10V et de la version R reprenant le moteur T5 poussé à 250 ch. Les finitions évoluent avec les base, Océanis, Pack Luxe, Série Spéciale et Summum.
En 1999 a lieu une légère évolution stylistique de la V70 avec l'arrivée d'un nouveau logo Volvo sur la calandre et de nouveau rails de toit. Les motorisations évoluent avec le 2,5 litres qui est réalésé à 2,4 litres dans toutes ses déclinaisons dans l'optique de passer les nouvelles normes Euro 3. La gamme évolue avec les base, Optimum, Ocean Race et Summum. La déclinaison R quitte le catalogue. On note l'arrivée de la nouvelle génération de coussins gonflables de sécurité latéraux qui améliore la protection des occupants de l'auto.
Pour la dernière année de commercialisation de la V70 en 2000, la gamme se réduit avec la disparition du 2,0 litres. 319 832 V70 furent produits. La seconde génération de V70 est la déclinaison break de la berline S60.

## Culture
C'est la voiture de Gus Fring dans Breaking Bad.

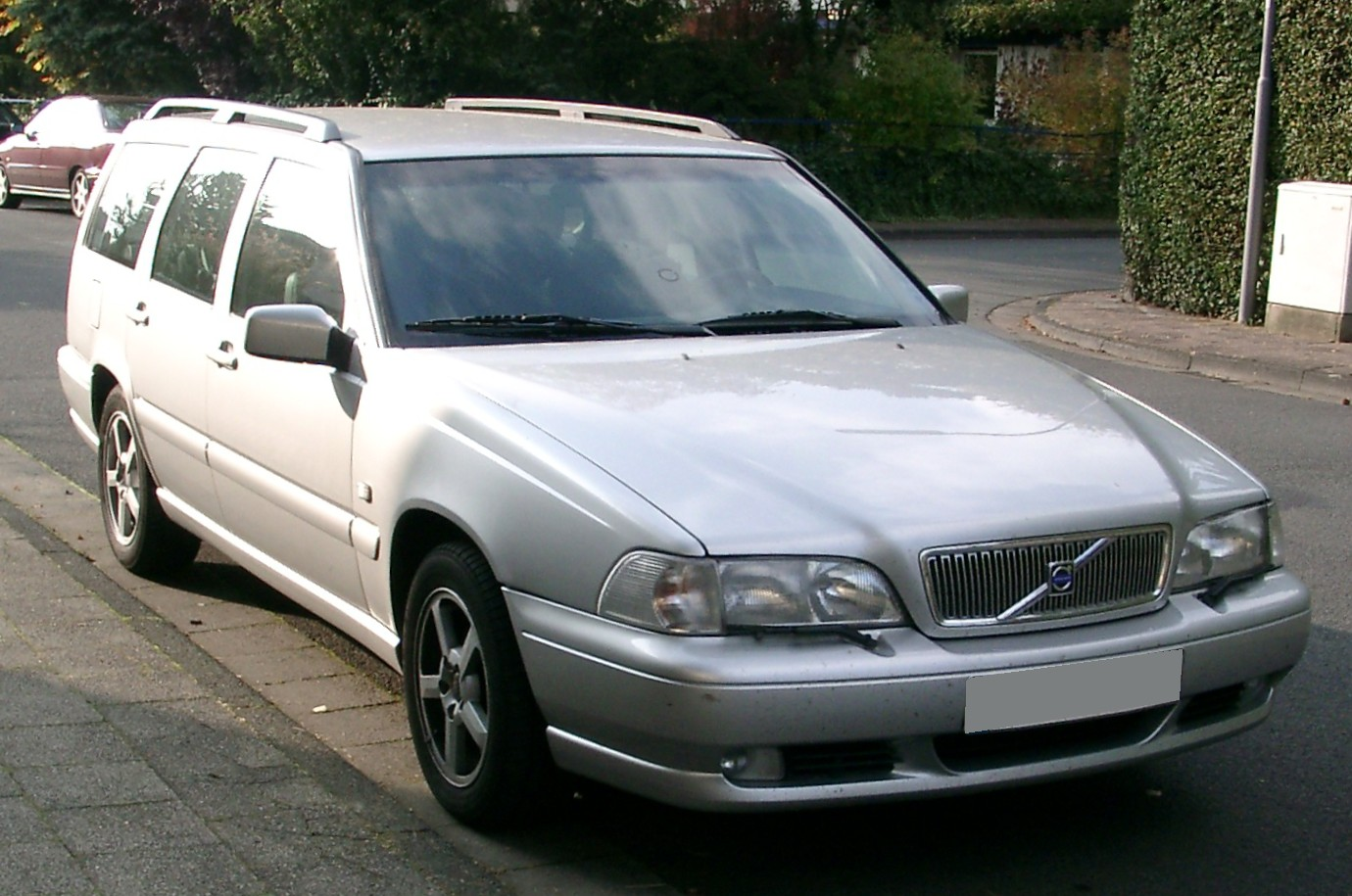
Volvo V70 (1996–2000)
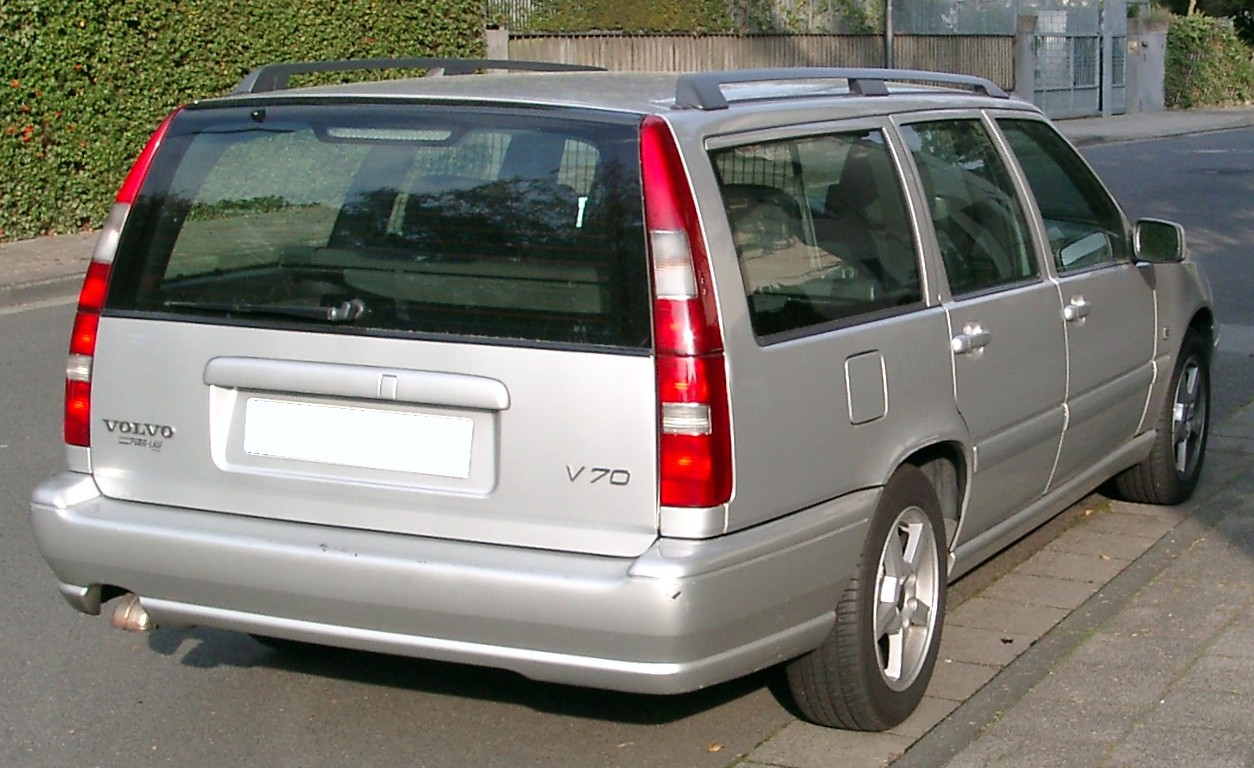
Volvo V70 (1996–2000)
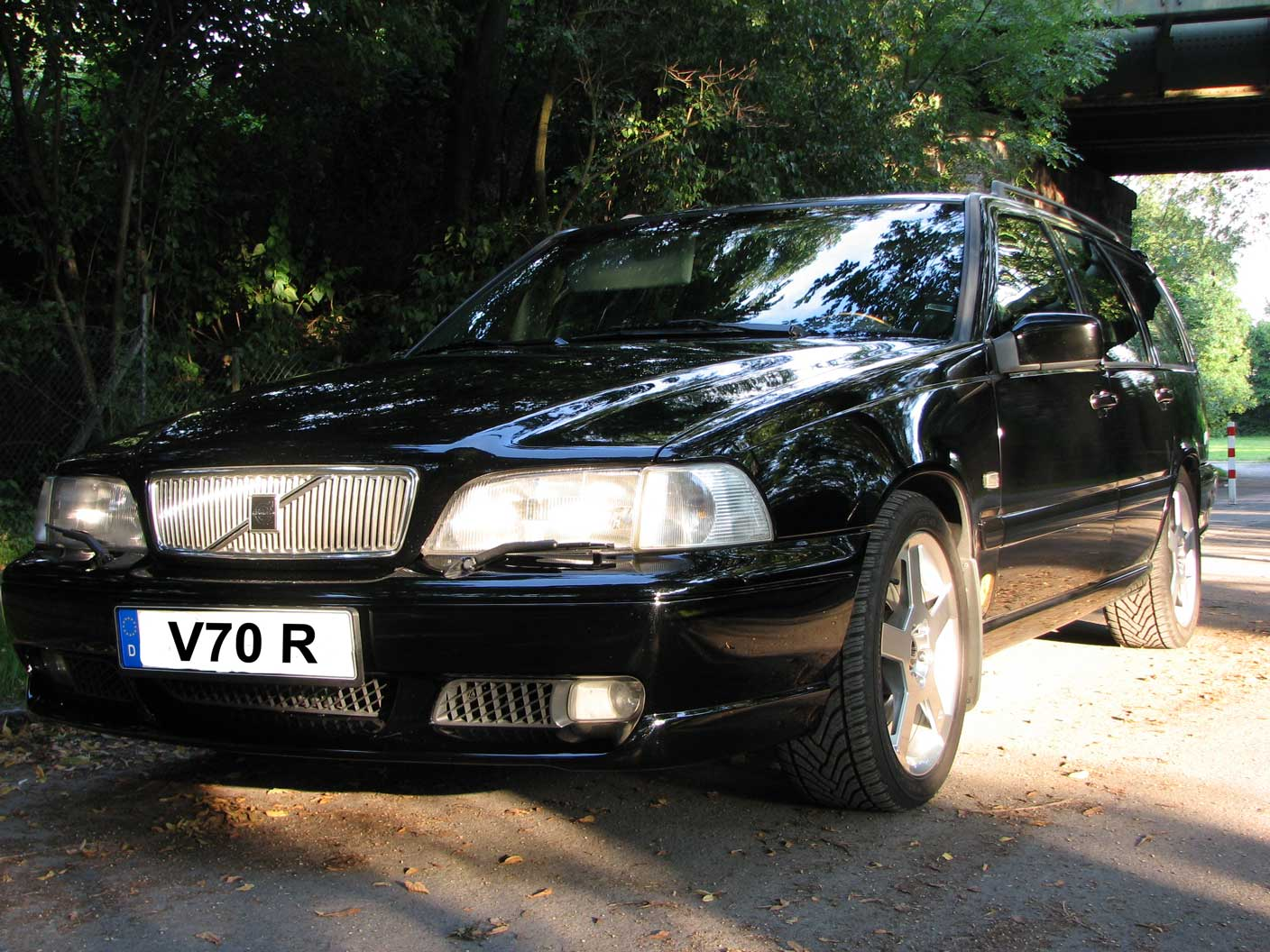
Volvo V70 R (1997–1999)
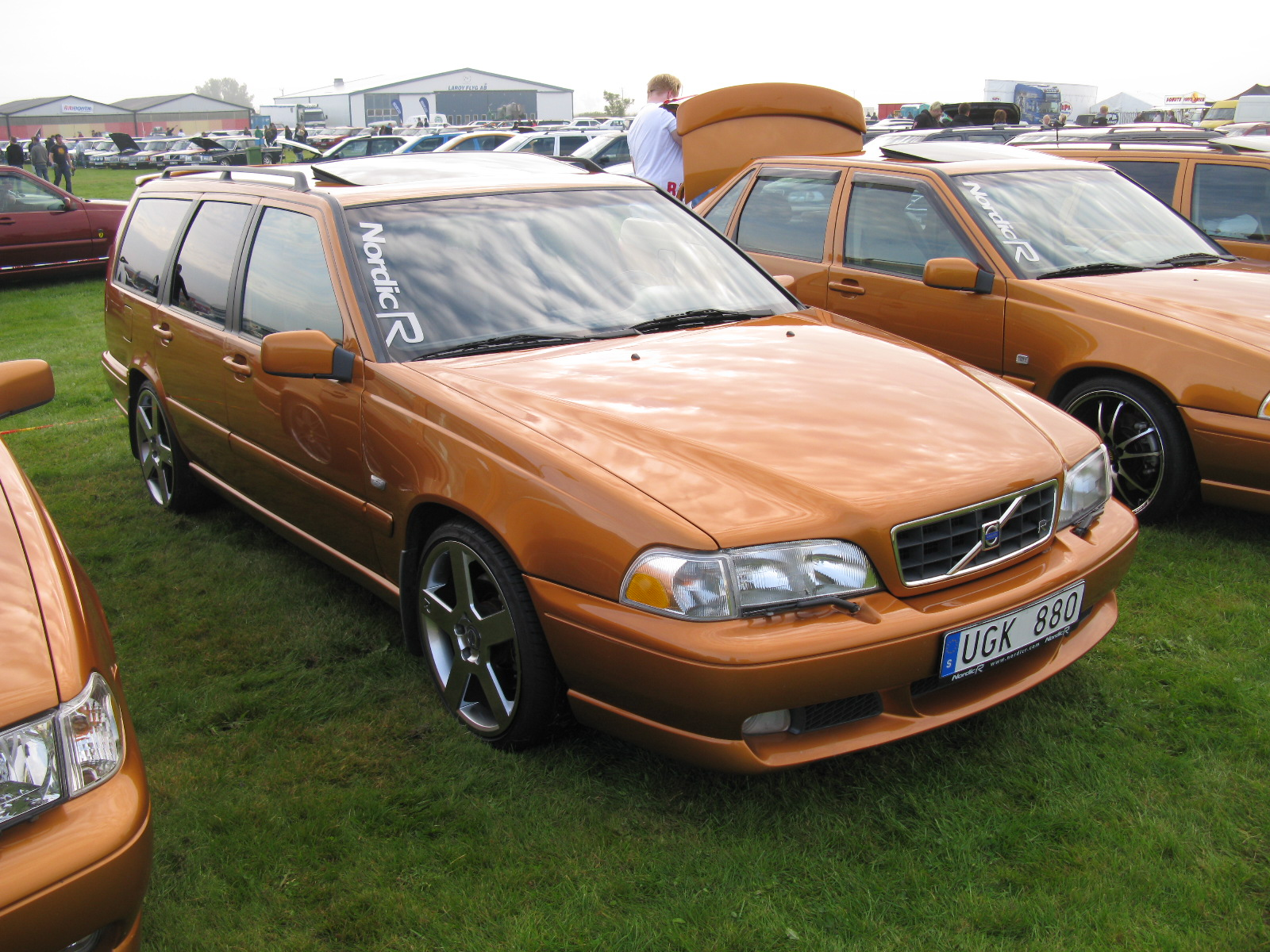
Volvo V70 R AWD (1997–1999)
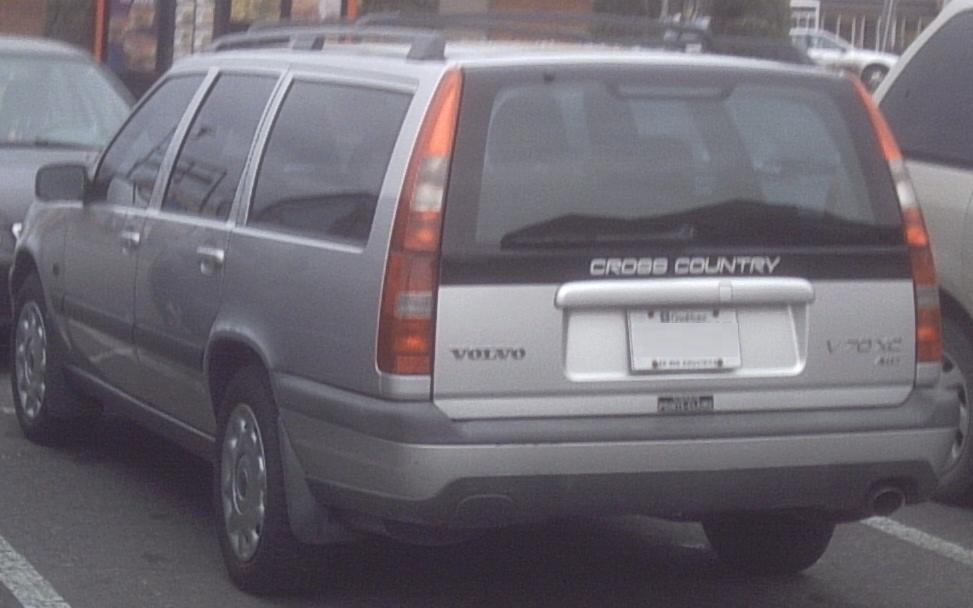
Volvo V70 XC (1997–2000)
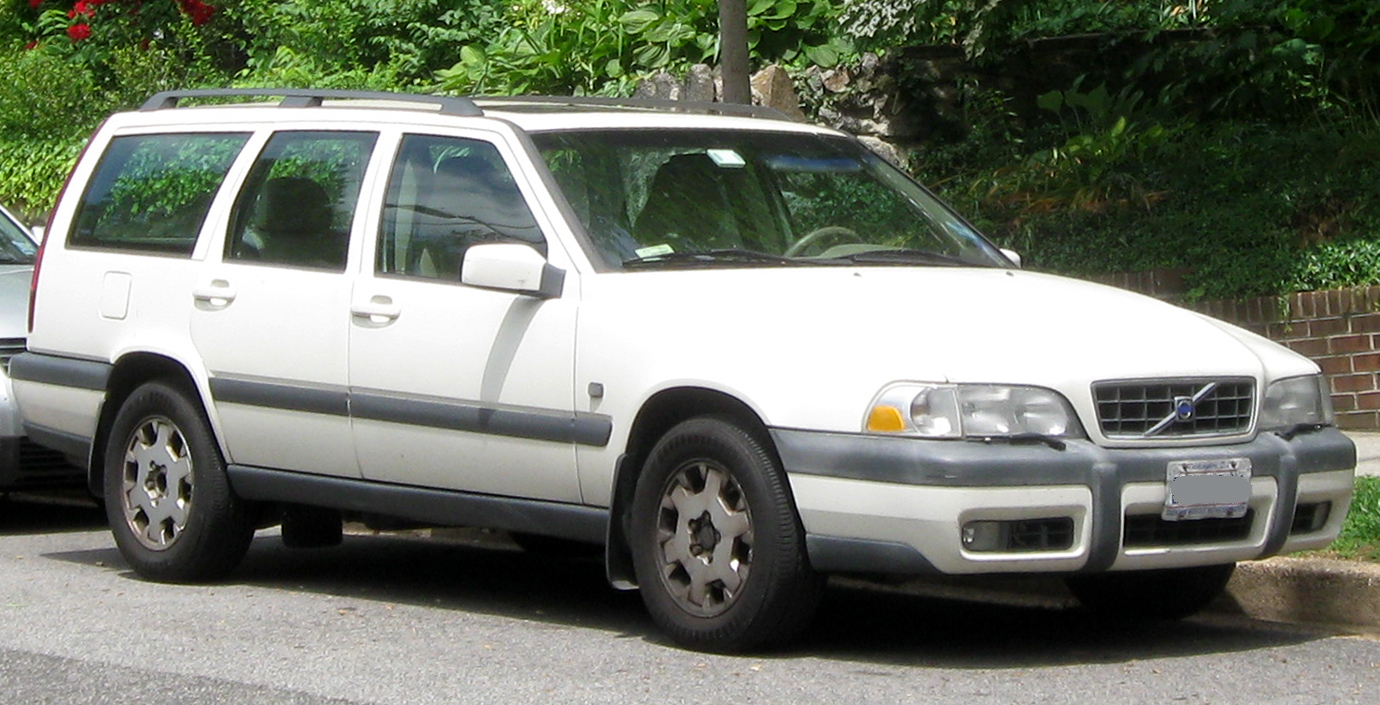
Volvo V70 XC (1997–2000)

## Motorisations (1996-2000)

### Essence
| 5 cylindres en ligne (Essence) | 2.0 10v       | 2.0 10v       | 2.0T          | T5(*)         | 2.0T          |
| ------------------------------ | ------------- | ------------- | ------------- | ------------- | ------------- |
| Code Moteur                    | B5202S        | B5202FS       | B5204T2       | B5204T3       | B5204T4       |
| Production                     | 1997-1999     | 1997-1999     | 1997-1998     | 1997-2000     | 1999          |
| Cylindree                      | 1 984 cm3     | 1 984 cm3     | 1 984 cm3     | 1 984 cm3     | 1 984 cm3     |
| Puissance max.                 | 124 ch        | 124 ch        | 208 ch        | 222 ch        | 161 ch        |
| Couple max @ trs/min           | 170 Nm @ 4800 | 170 Nm @ 4800 | 220 Nm @ 2100 | 310 Nm @ 2700 | 230 Nm @ 1800 |

(*) Italie, Norvège, Portugal et Taiwan a cause des taxes pour les véhicules au dessus de 2 000 cm3
| 5 cylindres en ligne (Essence) | 2.3T (*)      | T5            | R             | R AWD         | R AWD         | R AWD         | R             |
| ------------------------------ | ------------- | ------------- | ------------- | ------------- | ------------- | ------------- | ------------- |
| Code Moteur                    | B5234T2       | B5234T2       | B5234T2       | B5234T4       | B5234T6       | B5234T8       | B5234T7       |
| Production                     | 1997-1998     | 1997-2000     | 1998          | 1998          | 1998          | 1999          | 1998-2000     |
| Cylindree                      | 2319 cm3      | 2319 cm3      | 2319 cm3      | 2319 cm3      | 2319 cm3      | 2319 cm3      | 2319 cm3      |
| Puissance max.                 | 215 ch        | 247 ch        | 247 ch        | 247 ch        | 237 ch        | 247 ch        | 197 ch        |
| Couple max @ trs/min           | 330 Nm @ 2700 | 330 Nm @ 2400 | 330 Nm @ 2400 | 350 Nm @ 2400 | 310 Nm @ 2700 | 310 Nm @ 2700 | 285 Nm @ 2000 |

(*) Uniquement pour Taiwan
| 5 cylindres en ligne (Essence) | 2.4           | 2.4          | 2.4 Bi-fuel      | 2.4 Bi-fuel             | 2.4 Bi-fuel      | 2.4 Bi-fuel                | 2.4T / 2.4T AWD / XC 2.4T AWD | R AWD         |
| ------------------------------ | ------------- | ------------ | ---------------- | ----------------------- | ---------------- | -------------------------- | ----------------------------- | ------------- |
| Code Moteur                    | B5252S        | B5252S       | B5244SG          | B5244SG                 | B5244SG          | B5244SG                    | B5244T                        | B5244T2       |
| Production                     | 2000          | 2000         | 2000             | 2000                    | 2000             | 2000                       | 1999-2000                     | 2000          |
| Cylindree                      | 2,435 cm3     | 2,435 cm3    | 2,435 cm3        | 2,435 cm3               | 2,435 cm3        | 2,435 cm3                  | 2,435 cm3                     | 2,435 cm3     |
| Puissance max.                 | 142 ch        | 168 ch       | 138 ch (Essence) | 138 ch (Gaz nat. - CNG) | 138 ch (Essence) | 138 ch (Gaz liquide - LPG) | 190 ch                        | 261 ch        |
| Couple max @ trs/min           | 206 Nm @ 3600 | 230Nm @ 4500 | 220 Nm @ 3750    | 192 Nm @ 4500           | 220 Nm @ 3750    | 214 Nm @ 4500              | 270 Nm @ 1600                 | 350 Nm @ 2400 |

| 5 cylindres en ligne (Essence) | 2.4/2.5 10v   | 2.4/2.5       | 2.4/2.5 Bi-fuel  | 2.4/2.5 Bi-fuel         | 2.4/2.5 Bi-fuel (automatique) | 2.4/2.5 Bi-fuel (automatique) | 2.5 20v       | 2.5T/AWD/ 2.5T AWD | XC AWD / XC 2.5T AWD / V70 GLT |
| ------------------------------ | ------------- | ------------- | ---------------- | ----------------------- | ----------------------------- | ----------------------------- | ------------- | ------------------ | ------------------------------ |
| Code Moteur                    | B5252S        | B5252FS       | GB5252FS         | GB5252FS                | GB5252FS2                     | GB5252FS2                     | B5254S        | B5254T             | B5254T                         |
| Production                     | 1997-1998     | 1997-1999     | 1997-1998        | 1997-1998               | 1999                          | 1999                          | 1999          | 1997-1999          | 1998-1999                      |
| Cylindree                      | 2,435 cm3     | 2,435 cm3     | 2,435 cm3        | 2,435 cm3               | 2,435 cm3                     | 2,435 cm3                     | 2,435 cm3     | 2,435 cm3          | 2,435 cm3                      |
| Puissance max.                 | 144 ch        | 144 ch        | 142 ch (Essence) | 120 ch (Gaz nat. - CNG) | 142 ch (Essence)              | 120 ch (Gaz nat. - CNG)       | 168 ch        | 190ch              | 190ch                          |
| Couple max @ trs/min           | 206 Nm @ 3600 | 206 Nm @ 3600 | 206 Nm @ 3600    | 180 Nm @ 3650           | 206 Nm @ 3600                 | 180 Nm @ 3650                 | 220 Nm @ 4700 | 270 Nm @ 1800      | 270 Nm @ 1800                  |

### Diesel
| 5 cylindres en ligne (Diesel) | 2.5 TDI       |
| ----------------------------- | ------------- |
| Code Moteur                   | D5252T        |
| Production                    | 1996-2000     |
| Cylindree                     | 2460 cm3      |
| Puissance max.                | 140 ch        |
| Couple max @ trs/min          | 290 Nm @ 1900 |

## Seconde génération (2000–2007)
Volvo a commercialisé le break V70 de deuxième génération au printemps 2000. Basée sur la plate-forme Volvo P2, la deuxième génération partageait des points communs mécaniques et esthétiques majeurs avec la berline Volvo S60, offrant une surface frontale de 2,23 m² (2,67 pieds carrés) et un coefficient de traînée de 0,30. La nouvelle génération présentait une construction collée par opposition au soudage par points, Volvo affirmant que la nouvelle carrosserie était 70 % plus rigide que son prédécesseur. Les aspects critiques de la conception de la deuxième génération ont été achevés avant que Ford n'achète Volvo en 1999.
Ce grand break devait initier une rupture de style chez Volvo afin de renouveler la clientèle du constructeur. Ce modèle sera présenté avec le moteur diesel 2.5D d'origine Audi développant 140 ch avant d'être remplacé courant 2001 par le moteur D5 Volvo de 163 ch unanimement loué par la presse automobile de l'époque.
Le détail de conception frappant étant les « épaules », qui, comme la S60, ont été créées par un bourrelet profond sous les fenêtres. Il s'agit d'un lien vers les éléments de conception de la série Volvo 240/260, qui avaient tous cette « épaule ». La série 140 avait déjà cet élément de design au milieu des années 60.
Seuls des moteurs à cinq cylindres en ligne étaient disponibles soit atmosphérique ou turbo, diesel et une version essence / gaz naturel sous le nom de Bi-Fuel. La puissance du moteur varie de 93 kW (126 ch) pour le 2.4D à 220 kW (300 ch) pour le modèle R. Le V70 est un véhicule à traction avant, mais certaines variantes à transmission intégrale (AWD) sont disponibles.
Toutes les plates-formes P2 Volvo ont reçu un lifting mineur en mai 2004. Le carénage avant a été repensé, les feux arrière et les phares ont été remplacés par des optiques transparentes, la console centrale et le tableau de bord ont subi des modifications. De nouvelles gammes d'équipements (Kinetic, Momentum, Summum) avaient plus de peinture et de chrome à l'extérieur, selon la version. Avec le nouveau cuir de haute qualité (Sovereign) et la possibilité de personnaliser le véhicule avec le programme d'inscription Volvo, Volvo essaie de répondre aux attentes considérablement accrues de ses clients. Quelques modifications mineures ont été apportées au système électrique, les modèles de moteurs diesel ont reçu un filtre à particules. Une nouvelle transmission automatique à 6 vitesses a été introduite, disponible dans les configurations AWD et FWD. La production des V70 et XC70 de deuxième génération s'est terminée avec l'année modèle 2007.
La version Bi-Fuel a été sélectionnée dans le FIA EcoTest 2006 (réalisé par l'ADAC) avec la Toyota Prius comme la voiture la plus écologique de l'année.

### Motorisations — V70 2000 à 2006
| 5 cylindres en ligne Essence | 2.0T                  | 2.0T                  | 2.4             | 2.4             | 2.4             | 2.4T                  | 2.5T                  | T5                    | T5                    | R                     |           |
| ---------------------------- | --------------------- | --------------------- | --------------- | --------------- | --------------- | --------------------- | --------------------- | --------------------- | --------------------- | --------------------- | --------- |
| Code Moteur                  | B5204T                | B5204T5               | B5244S2         | B5244S          | B5244S          | B5244T3               | B5254T2               | B5234T3               | B5254T5               | B5254T4               |           |
| Production                   | 2000–2004             | 2000–2007             | 2001–2008       | 2001–2003       | 2003–2008       | 2000–2003             | 2003–2008             | 2000–2004             | 2005–2007             | 2004–2007             |           |
| Cylindrée                    | 1 984 cm3             | 1 984 cm3             | 2 435 cm3       | 2 435 cm3       | 2 435 cm3       | 2 435 cm3             | 2 521 cm3             | 2 319 cm3             | 2 401 cm3             | 2 521 cm3             | 2 521 cm3 |
| Puissance max.               | 161 ch                | 178 ch                | 138 ch          | 168 ch          | 168 ch          | 197 ch                | 207 ch                | 247 ch                | 256 ch                | 296 ch                |           |
| Couple max. à tr/min         | 240 N m 2 200 à 4 800 | 240 N m 2 200 à 5 000 | 220 N m à 3 300 | 230 N m à 4 500 | 225 N m à 4 500 | 285 N m 1 800 à 5 000 | 320 N m 1 500 à 4 500 | 330 N m 2 400 à 5 200 | 350 N m 2 100 à 5 000 | 400 N m 1 950 à 5 250 |           |

### Galerie

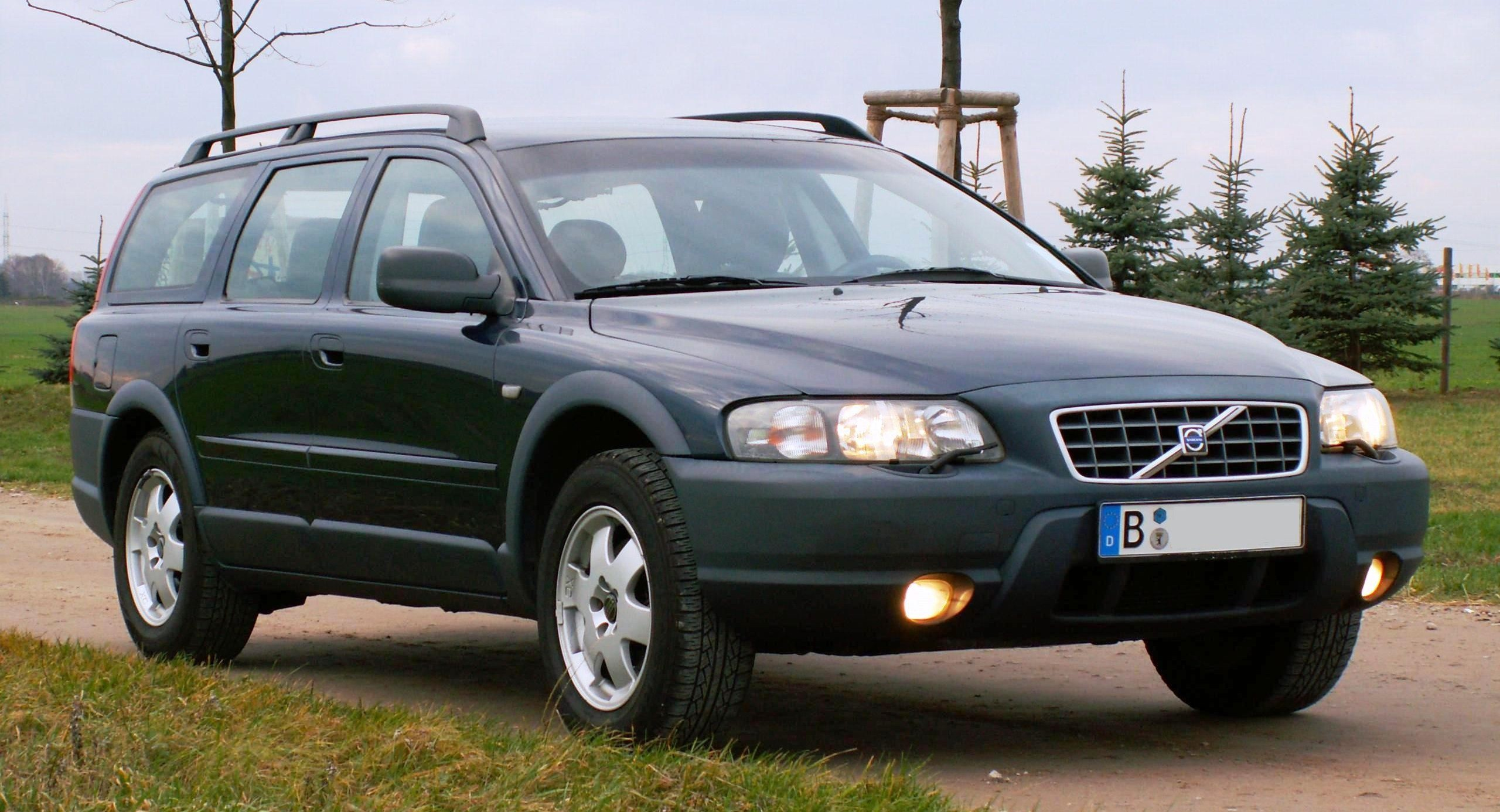
Volvo XC70 (2000–2004)
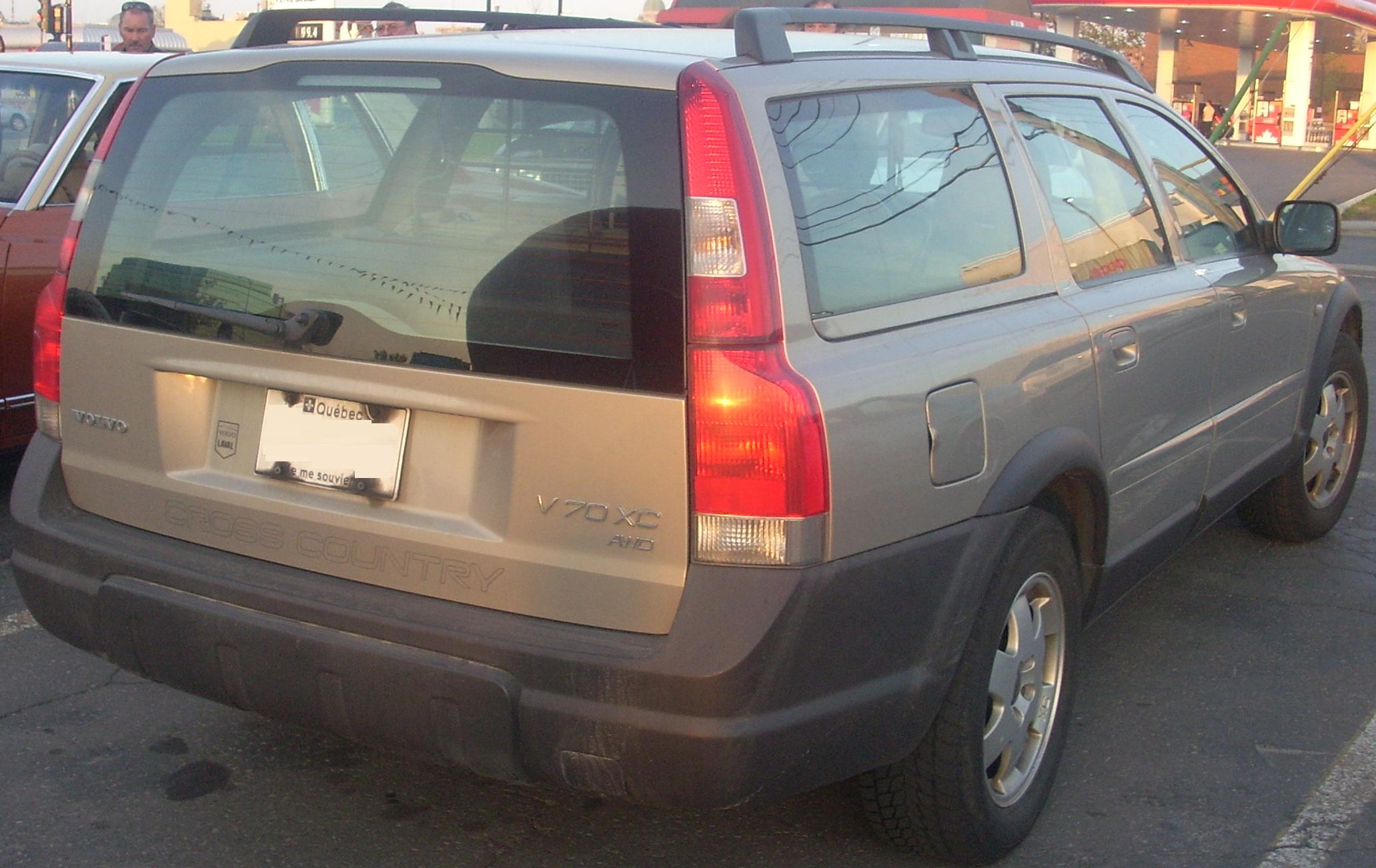
Volvo XC70 (2000–2004)
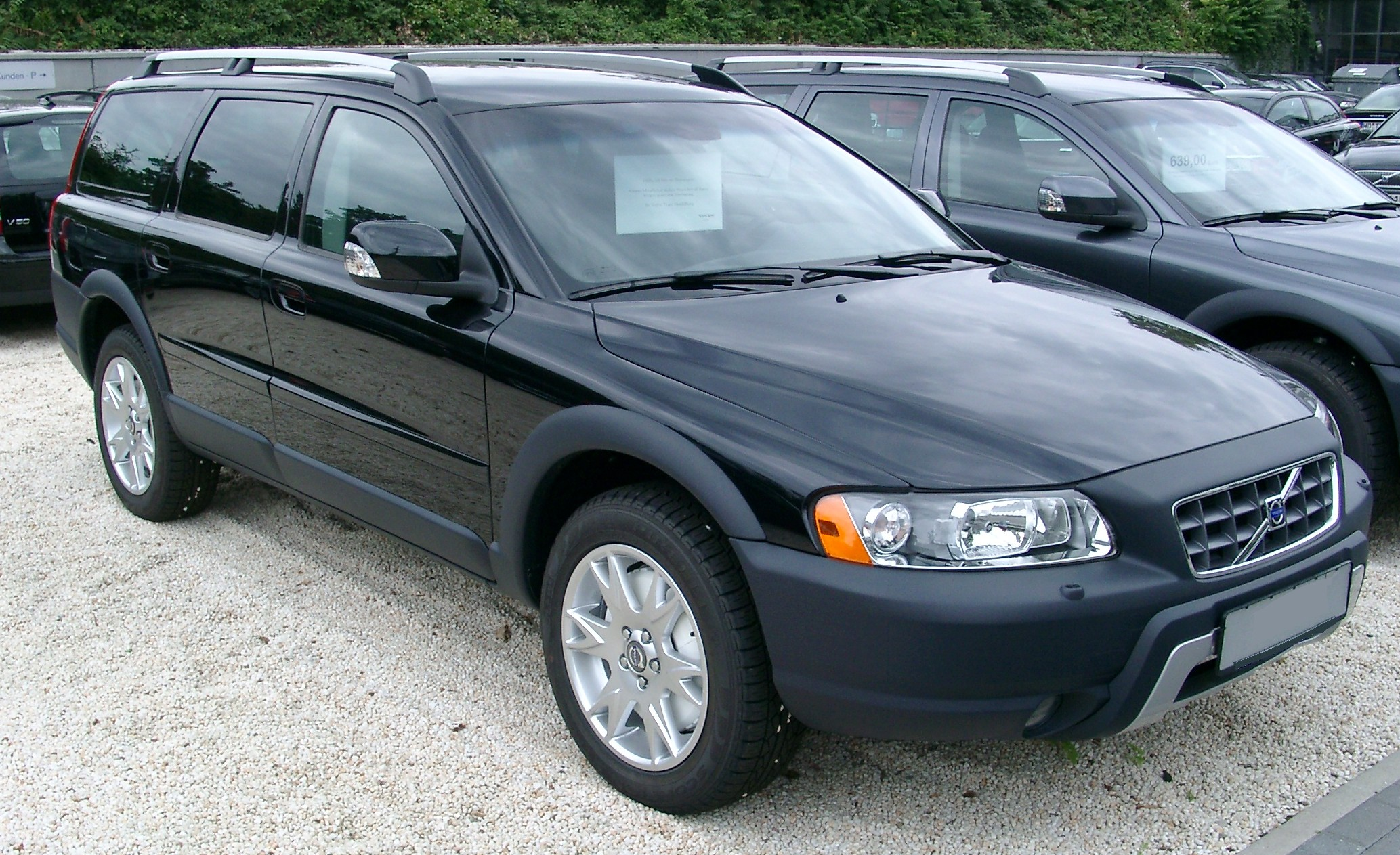
Volvo XC70 (2004–2007)
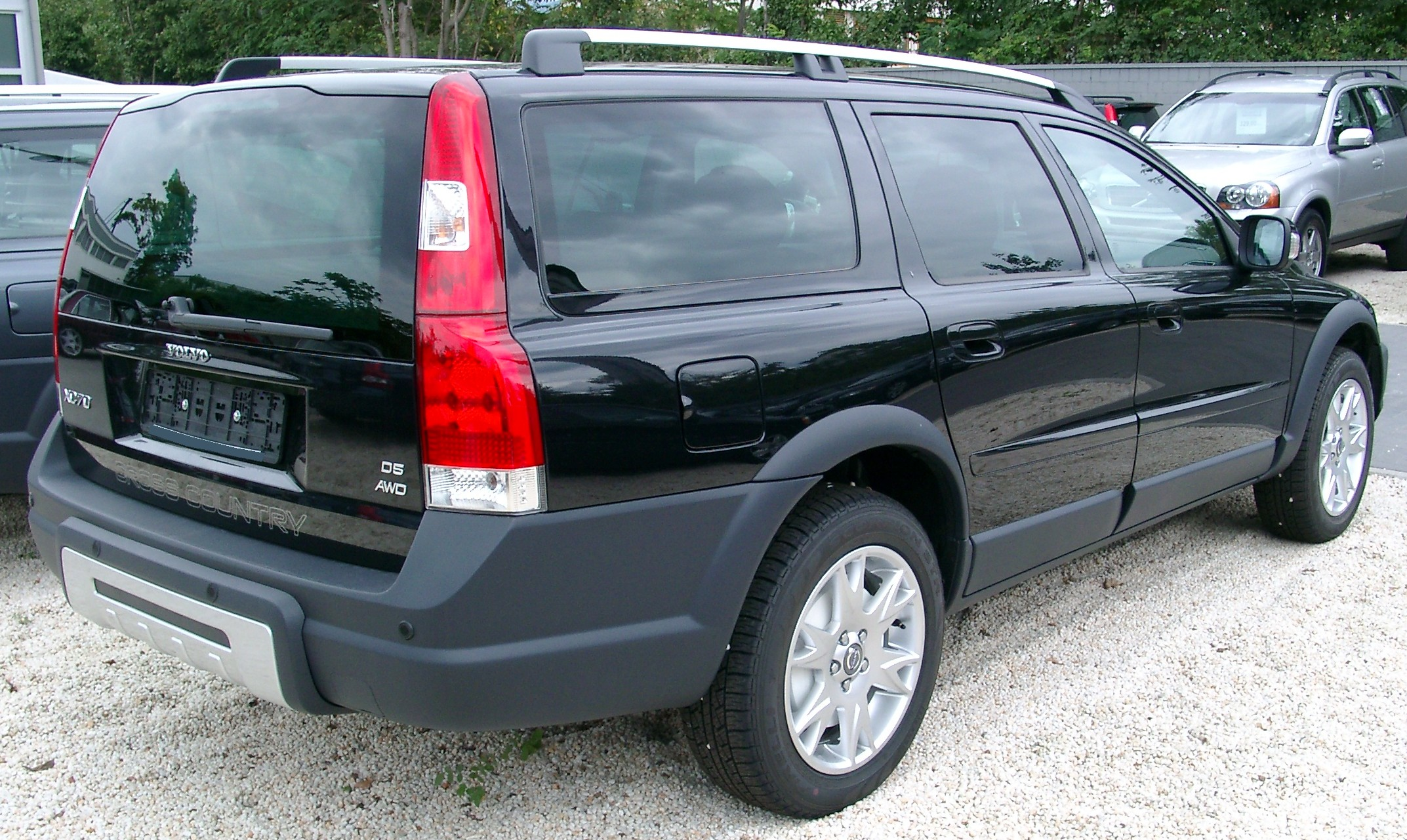
Volvo XC70 (2004–2007)

## Troisième génération (2007–2016)
La troisième génération de la Volvo V70 est apparue en été 2007.
À partir de septembre 2013, elle est disponible avec la nouvelle gamme de moteurs Drive-E. Ces nouveaux moteurs sont des moteurs Euro 6 qui arrivent à combiner des valeurs de CO2 très favorables et une faible consommation de carburant.
Avant leur remplacement, le V70 et le XC70 reçoivent une nouvelle série spéciale Signature Edition à la finition exclusive, pourtant facturée moins chère que la finition Momentum de milieu de gamme.

### Finition MY07-MY13,5
- Kinetic
- Momentum
- Ocean Race
- R-Design
- Summum
- Signature Edition

### Finitions MY14-MY15
- Kinetic
- Momentum
- Summum
- Signature Edition
- Xenium

### Caractéristiques techniques — V70 Version 2013 MY2014
|                               | D2                                                            | D3                                                            | D4                                                            | D4 AWD                                                        | D4 VEA                                                        | D4 AWD                                                        | D5                                                            | T4                           | T5 VEA                       | T6 AWD                       |
| ----------------------------- | ------------------------------------------------------------- | ------------------------------------------------------------- | ------------------------------------------------------------- | ------------------------------------------------------------- | ------------------------------------------------------------- | ------------------------------------------------------------- | ------------------------------------------------------------- | ---------------------------- | ---------------------------- | ---------------------------- |
| Moteur                        | 4 cylindres en ligne diesel Injection directe à rampe commune | 5 cylindres en ligne diesel Injection directe à rampe commune | 5 cylindres en ligne diesel Injection directe à rampe commune | 5 cylindres en ligne diesel Injection directe à rampe commune | 4 cylindres en ligne diesel Injection directe à rampe commune | 4 cylindres en ligne diesel Injection directe à rampe commune | 5 cylindres en ligne diesel Injection directe à rampe commune | 4 cylindres en ligne essence | 4 cylindres en ligne essence | 6 cylindres en ligne essence |
| Cylindrée                     | 1 560 cm3                                                     | 1 984 cm3                                                     | 1 984 cm3                                                     | 2 400 cm3                                                     | 1 969 cm3                                                     | 2 400 cm3                                                     | 2 400 cm3                                                     | 1 596 cm3                    | 1 969 cm3                    | 2 953 cm3                    |
| Puissance maxi à tr/min       | 115 ch 3 600                                                  | 136 ch 3 500                                                  | 163 ch 3 500 (AWD: 4000)                                      | 163 ch 3 500 (AWD: 4000)                                      | 181 ch 4 250 (AWD: 4 000)                                     | 181 ch 4 250 (AWD: 4 000)                                     | 215 ch 4 000                                                  | 180 ch 5 700                 | 245 ch 5 500                 | 304 ch 5 600                 |
| Couple maxi à tr/min          | 270 N m 1 750 à 2 500                                         | 350 N m 1 500 à 2 250                                         | 400 N m 1 500 à 2 750                                         | 420 N m 1 500 à 2 500                                         | 400 N m 1 750 à 2 500                                         | 420 N m 1 500 à 2 500                                         | 420 N m (aut: 440 N m) 1 500 à 3 250 (aut: 3 000)             | 240 N m 1 600 à 5 000        | 350 N m 1 500 à 4 800        | 440 N m 2 100 à 4 200        |
| Masse à vide                  | 1 598 kg (aut: 1 603)                                         | 1 671 kg (aut: 1 690)                                         | 1 671 kg (aut: 1690)                                          | 1 761 kg                                                      | NC (aut: NC)                                                  | NC (aut: NC)                                                  | 1 687 kg (aut: 1 698)                                         | 1 581 kg (aut: 1 603)        | NC                           | 1 783 kg                     |
| Vitesse maxi                  | 190 km/h (auto. 180 km/h)                                     | 200 km/h (auto. 195 km/h)                                     | 210 km/h (auto. 205 km/h)                                     | 205 km/h                                                      | 220 km/h (auto. 220 km/h)                                     | 210 km/h                                                      | 225 km/h (auto. 220 km/h)                                     | 215 km/h (auto. 215 km/h)    | NC                           | 250 km/h                     |
| Accélération de 0–100 km/h    | 11,9 s (auto. 13,2 s)                                         | 10,6 s                                                        | 9,9 s                                                         | 10,8 s                                                        | 8,6 s                                                         | 9,4 s                                                         | 7,8 s (auto. 8,0 s)                                           | 8,7 s (auto. 9,9 s)          | 6,7 s                        | 6,9 s                        |
| Consommation Mixte (l/100 km) | 4,2                                                           | 4,5 (auto. 5,1)                                               | 4,5 (auto. 5,1)                                               | 6,2                                                           | 4,3 (auto. 4,5)                                               | 6,2                                                           | 4,8 (auto. 6,2)                                               | 6,0 (auto. 7,2)              | 6,4                          | 10,2                         |
| Émissions CO2 (g/km)          | 109 (auto. 111)                                               | 119 (auto. 134)                                               | 119 (auto. 134)                                               | 164                                                           | 113 (auto. 119)                                               | 164                                                           | 126 (auto. 164)                                               | 139 (auto. 168)              | 149                          | 237                          |

### Galerie

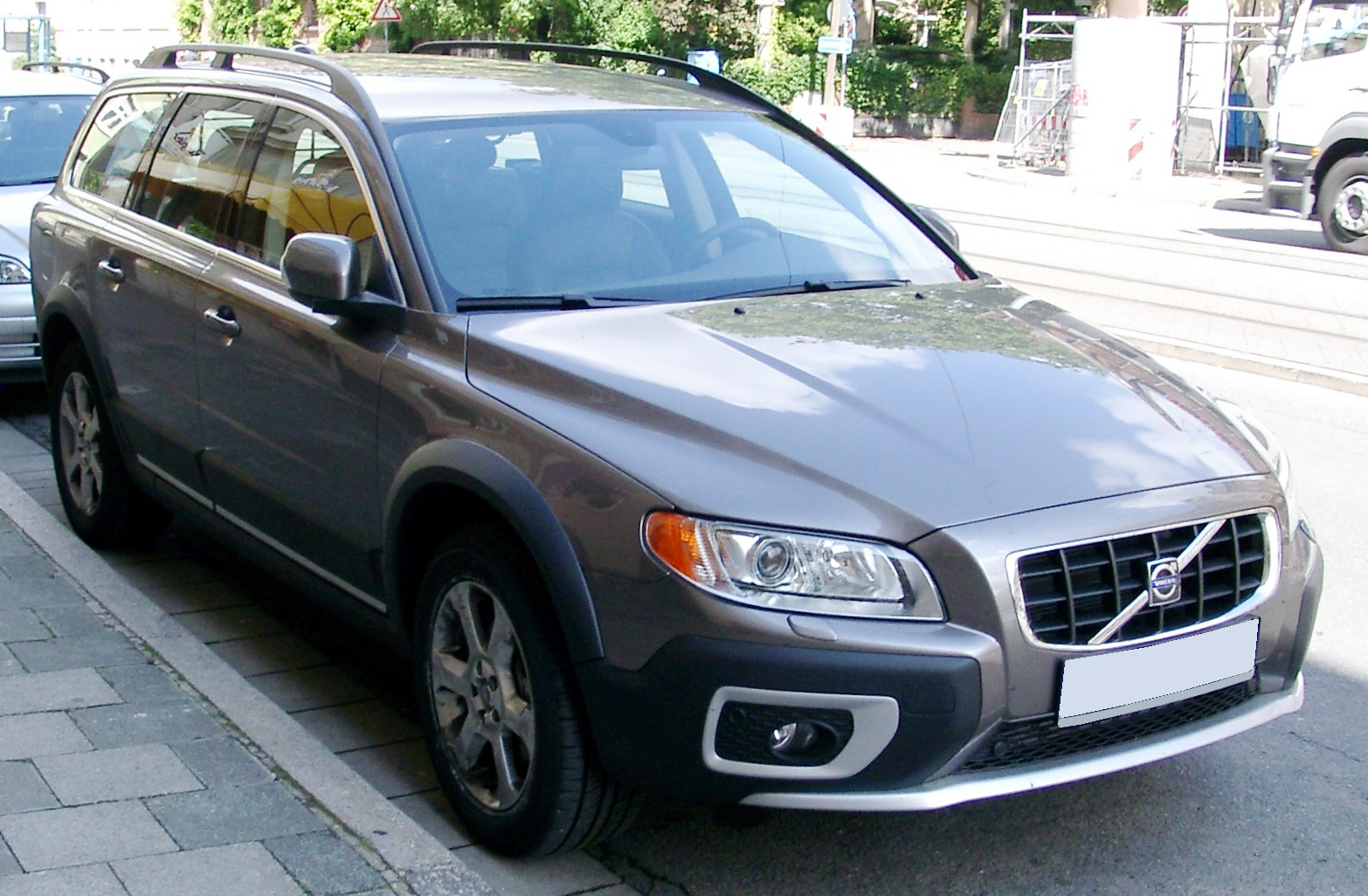
Volvo XC70 (2007–2011)
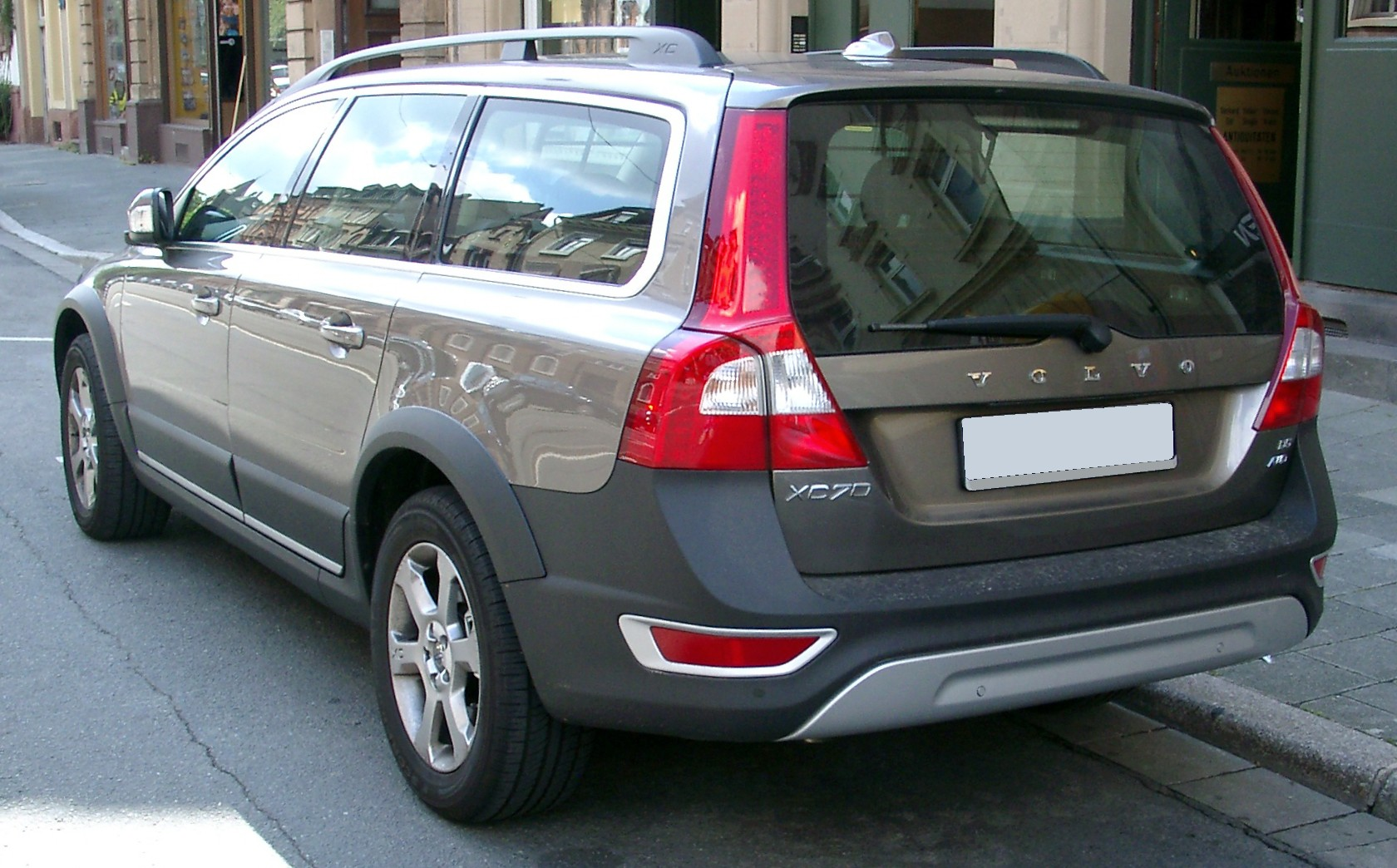
Volvo XC70 (2007–2011)
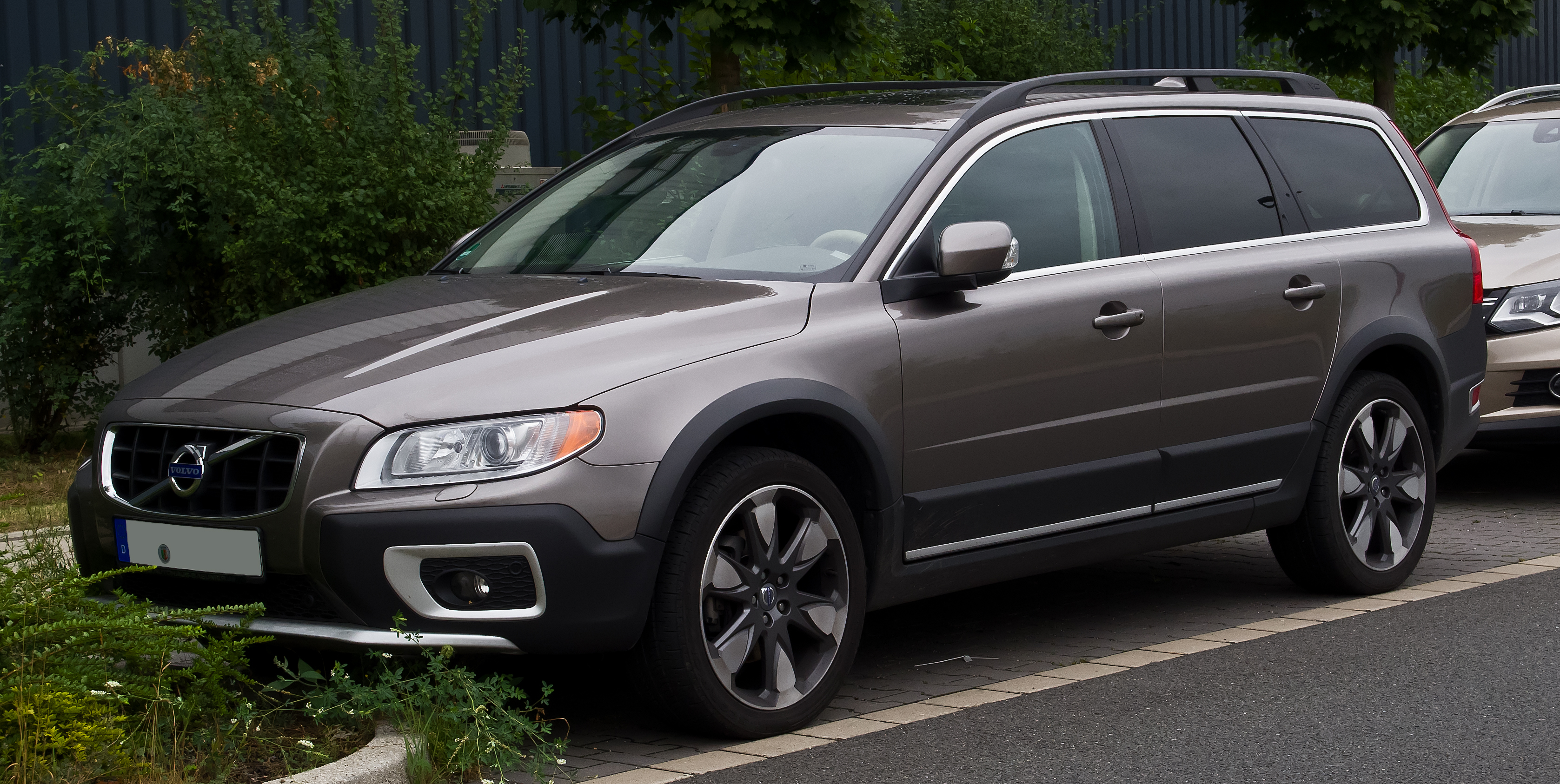
Volvo XC70 (2011–2013)
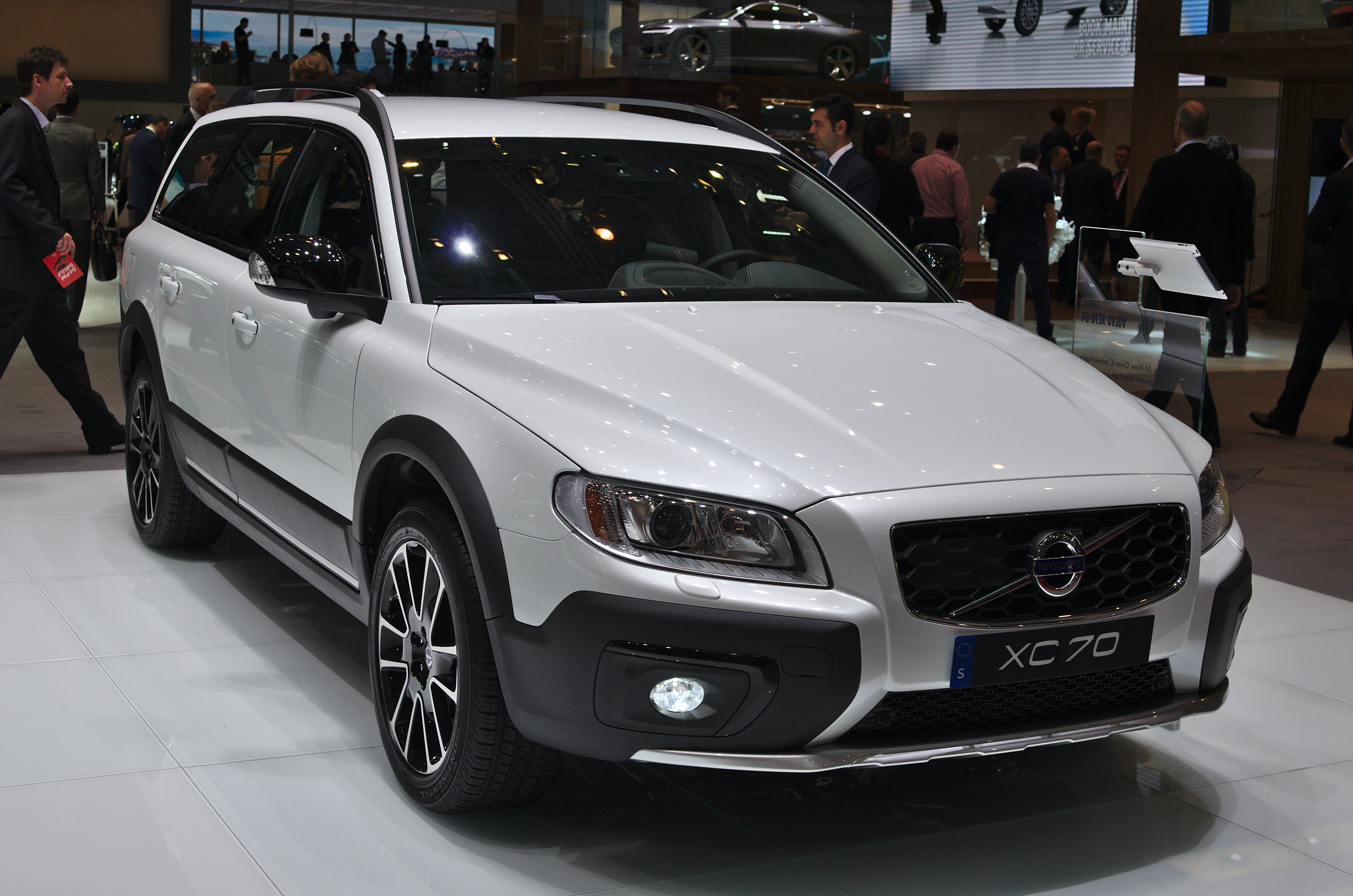
Volvo XC70 (2013–2016)
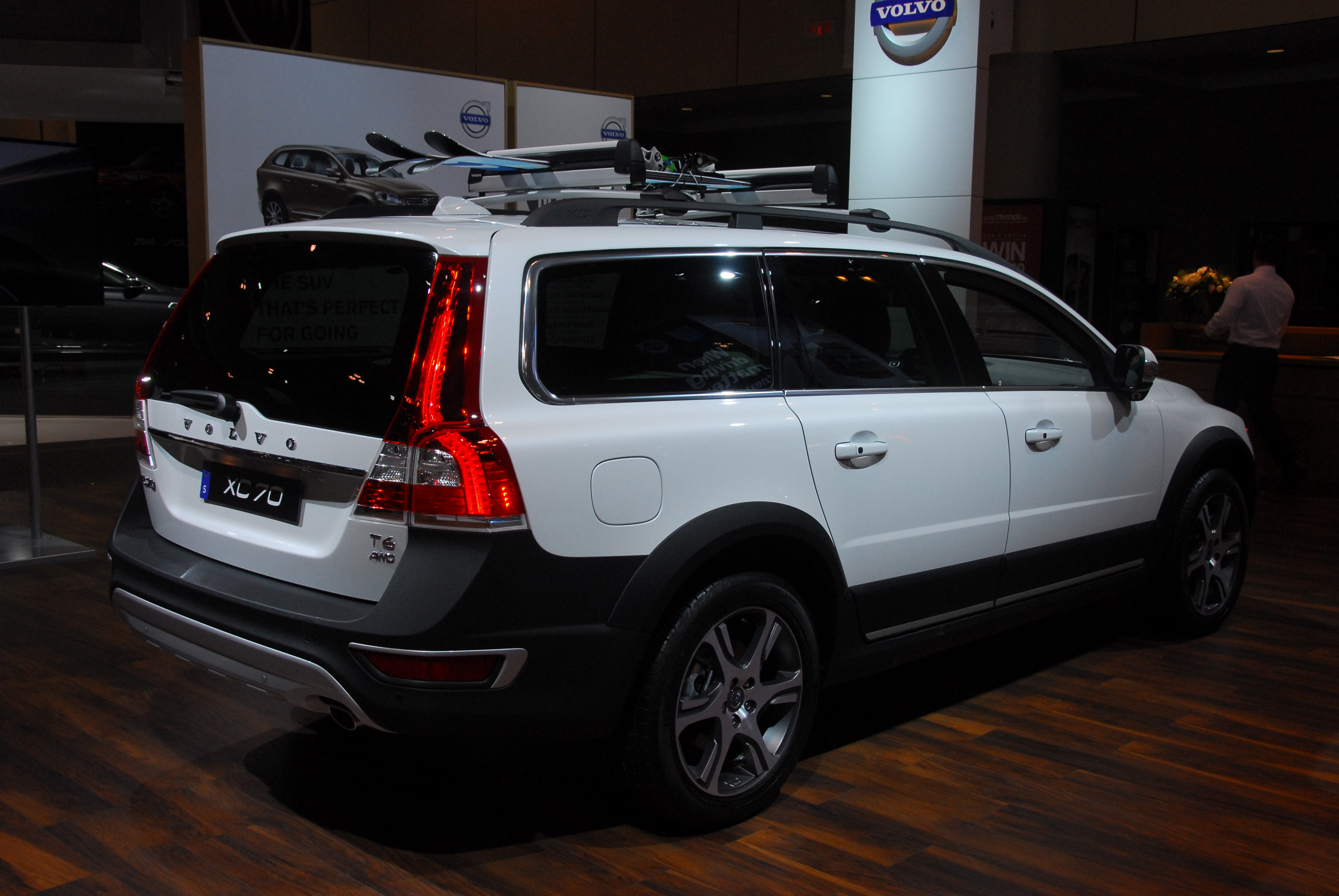
Volvo XC70 (2013–2016)

## quatrieme génération (2025–2030)
Volvo vient de dévoiler son SUV hybride rechargeable le plus avancé à ce jour — le tout nouveau Volvo XC70 2025 — et il fait déjà grand bruit dans le monde de l'automobile ! Construit sur la plateforme innovante SMA, ce SUV de taille moyenne offre une autonomie 100 % électrique allant jusqu’à 200 kilomètres (124 miles), ce qui en fait l’hybride rechargeable Volvo avec la plus grande autonomie jamais produite.
- Design entièrement repensé, inspiré par l’esthétique scandinave moderne
- Groupe motopropulseur hybride avancé alliant l'efficacité électrique à la flexibilité de l’essence
- Technologies intelligentes comme les phares Matrix LED, les volets de calandre actifs, et bien plus encore
- Espace et confort premium, avec une touche d’aventure et de robustesse
- Stratégie de lancement débutant en Chine, avec des plans pour d'autres marchés par la suite